# 蒙茹
蒙茹（法語：Montjoux，法語發音：[mɔ̃ʒu]）是法国德龙省的一个市镇，属于尼永斯区。

## 地理
蒙茹（44°29'49"N, 5°6'52"E）面积18.35 平方千米，位于法国奥弗涅-罗讷-阿尔卑斯大区德龙省，该省份为法国东南部内陆省份，北起顺时针与伊泽尔省、上阿尔卑斯省、上普罗旺斯阿尔卑斯省、沃克吕兹省和阿尔代什省接壤。
与蒙茹接壤的市镇（或旧市镇、城区）包括：迪约勒菲、勒佩格、罗什圣塞克雷-贝科讷、泰西耶尔、韦斯克。

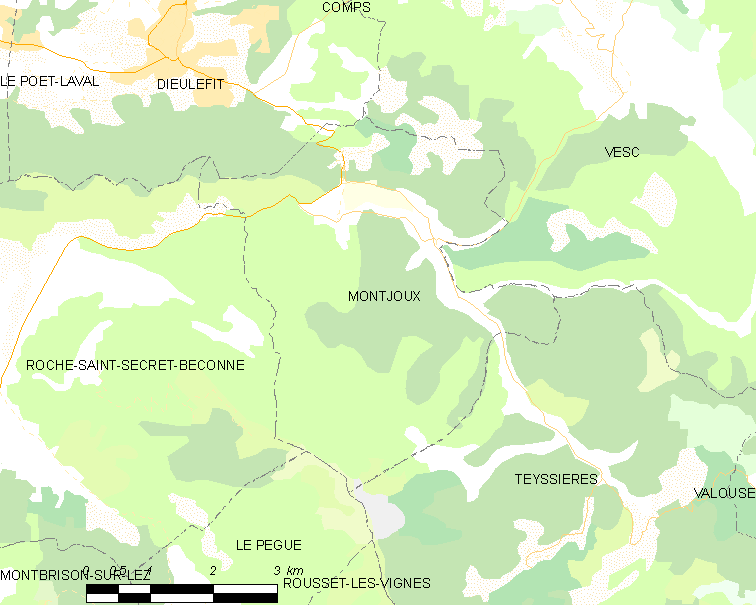
蒙茹的OSM定位图

蒙茹的时区为UTC+01:00、UTC+02:00（夏令时）。

## 行政
蒙茹的邮政编码为26220，INSEE市镇编码为26202。

## 政治
蒙茹所属的省级选区为迪约勒菲县。

## 人口

1962-2008年间蒙茹人口变化图示

蒙茹于2022年1月1日时的人口数量为322人。